# Euophrys testaceozonata
Euophrys testaceozonata is een spinnensoort in de taxonomische indeling van de springspinnen (Salticidae).
Het dier behoort tot het geslacht Euophrys. De wetenschappelijke naam van de soort werd voor het eerst geldig gepubliceerd in 1922 door Lodovico di Caporiacco.